# Lokomotiva V StEG
První v Rakousko-Uhersku sériově vyráběné čtyřspřežní parní lokomotivy kategorie V, později řady 42, si pořizovala Společnost státní dráhy (StEG) od roku 1867 s určením pro dopravu těžkých nákladních vlaků v počtu 149 kusů. Po postátnění tratí Společnosti byly stroje, které připadly Maďarským královským drahám, označeny řadou Ⅳb, později 459.0 MÁV. Stroje převzaté c.k. Rakouskými státními drahami dostaly řadu 571. Československé státní dráhy jimi získaným strojům přidělily po roce 1924 řadová označení 401.0 a 411.2⁽ᴵ⁾. Poslední z nich vyřadily roku 1952.

## Vznik a výroba
Lokomotivy navrhla a postupně mezi lety 1867–1880 dodala vlastní vídeňská lokomotivka společnosti v počtu 117 kusů, výroba dalších lokomotiv byla k roku 1871 z kapacitních důvodů zadána lokomotivkám Borsig v Berlíně (10 ks) a Kessler v Eslingenu (15 ks). Konstrukce stále vycházela z Haswellovy koncepce, byla zvětšenou verzí osvědčené tříspřežky IVs (311.1 ČSD).

## Technické provedení

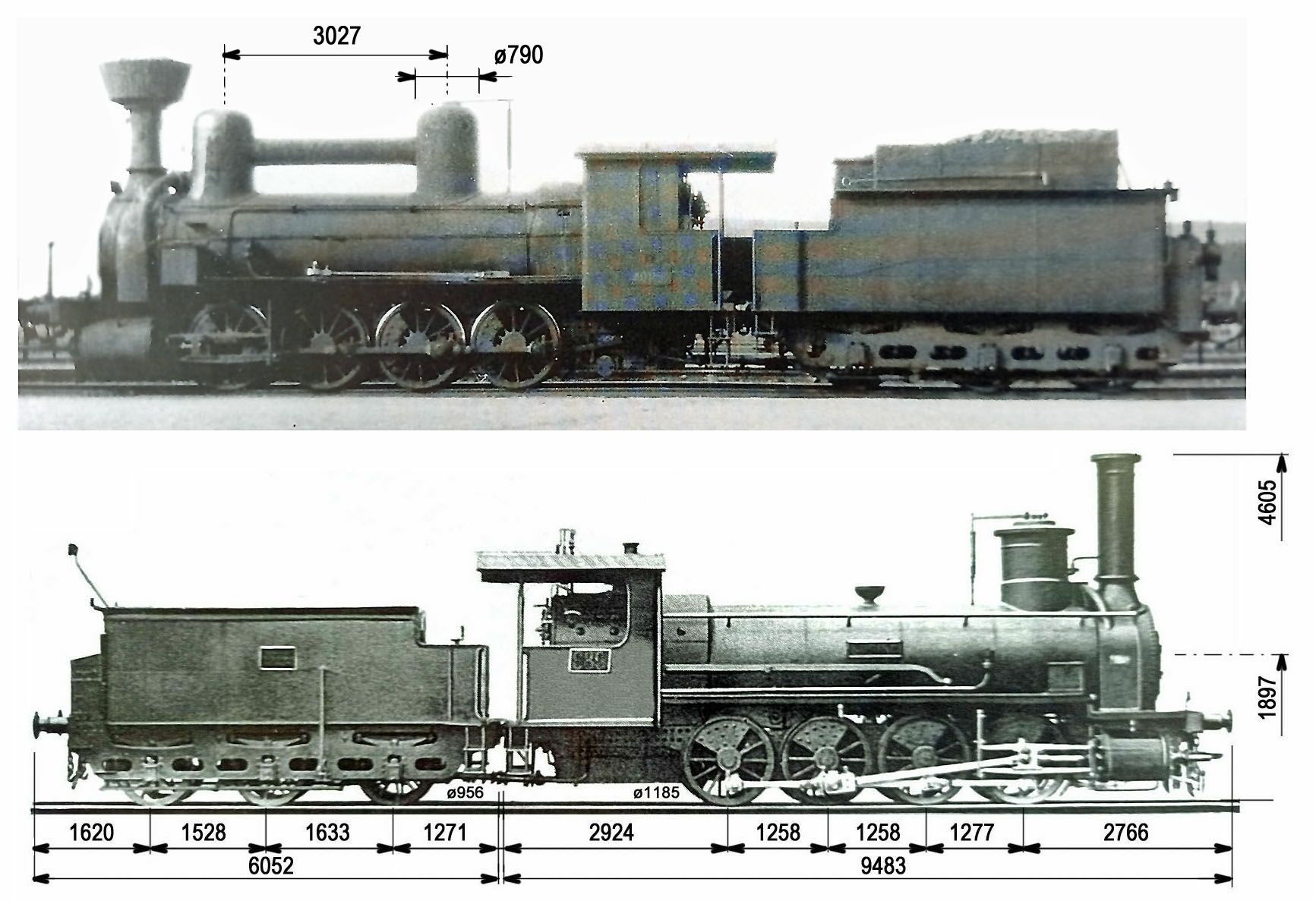
Lokomotiva StEG V v provedení z výroby (StEG I 689 'GÖDING' [Hodonín], Borsig 2707/1871, dole) a po rekonstrukci kotle se dvěma parojemy a baňatým komínem (ČSD 401.005, ex č. 639 'FRIEDENAU', StEG 923/1869), rozměrový náčrtek

Vzhledem ke 14ti letému rozpětí výroby typu nebylo provedení a vybavení lokomotiv zcela jednotné, s časem se vyvíjelo a zdokonalovalo.
Rám čtyřspřežní lokomotivy byl vnitřní, s rovnými postranicemi ze zdvojených plechů s výřezy a příčnými výztuhami; nápravy v něm uložené v rozsochách byly odpruženy listovými pružnicemi, třetí a čtvrtá byly provahadlovány. Čtvrté spřažené dvojkolí kvůli lepšímu průchodu v oblouku mělo příčný posun ca. ± 10 mm, od čísla V 1224 bylo posuvné i první dvojkolí. Maximální hmotnost na nápravu dosahovala ve službě 11,6 t.
Válce dvojčitého parního stroje na mokrou páru s předním vedením pístů byly umístěny vně rámu, plochá šoupátka a je ovládající Goochův kulisový rozvod byly uvnitř rámu. Na třetí, hnací nápravu se výkon z pístnic přenášel ojnicemi přes dvoupravítkové křižáky. Na třetí nápravě byly i výstředníky rozvodu. Přívodní trubky páry od regulátoru k válcům vedly po kotli pod plechovými kryty.
Kotel pracoval s tlakem 9 atmosfér. Ve skříňovém kotli, od roku 1875 ve zdokonaleném provedení podle Beckerovy (alias pruské) soustavy vyztužení, bylo topeniště z měděných plátů. Válcovým kotlem snýtovaným ze čtyř prstenců procházely žárové trubky z mosazi. Vodu dodávalo pístové čerpadlo a sací injektor Giffard, od roku 1868 dva injektory č.9. Na kotli byla nálevka k plnění vodou za studena. Kotel měl jeden vysoký parní dóm se šoupátkovým regulátorem. První z pérových pojistných ventilů byl na parojemu, druhý pod kuželovým krytem na kotli. Lokomotivy už měly jednoduchou armaturní hlavu. Armaturu představoval manometr, trubicový vodoznak a zkušební kohouty, a parní píšťala. Mazání u prvních sérií vyrobených strojů zajišťovaly kapací mazničky na rostlinný olej; po roce 1880 byla dosazována centrální Kernaulova maznice k mazání válců minerálním mazivem. Dyšna v dýmnici vybavená klapkovým ejektorovým aparátem a pomocnou dmychavkou umožňovala regulaci tahu. Litinový komín byl u posledních vyrobených nahrazen rovným plechovým.
Brzda byla jen ruční na tendru, roku 1868 přibyla také parní protitlaková brzda Le Chatelier. Písečníky umístěné na ochozech pískovaly před první dvojkolí, jednostranně jen pro jízdu vpřed. Stanoviště čety prvních lokomotiv mělo původně jen čelní ochranný štít s krátkou stříškou; s plnohodnotnou budkou byly stroje dodávány od roku 1868 (od výr. č. 869) a její provedení se s dalšími dodávkami dále vylepšovalo. Od roku 1875 došlo u StEG ke změně systému číselného označování lokomotiv a byla opuštěno i jejich dosud přetrvávající pojmenovávání.
Lokomotivy byly spojovány s unifikovaným třínápravovým tendrem StEG pozdější řady 37 KkStB (309.4 ČSD). Od roku 1875 k tomu sloužilo vyvažované tendrové spřáhlo systému Polonceau.

## Úpravy a přestavby

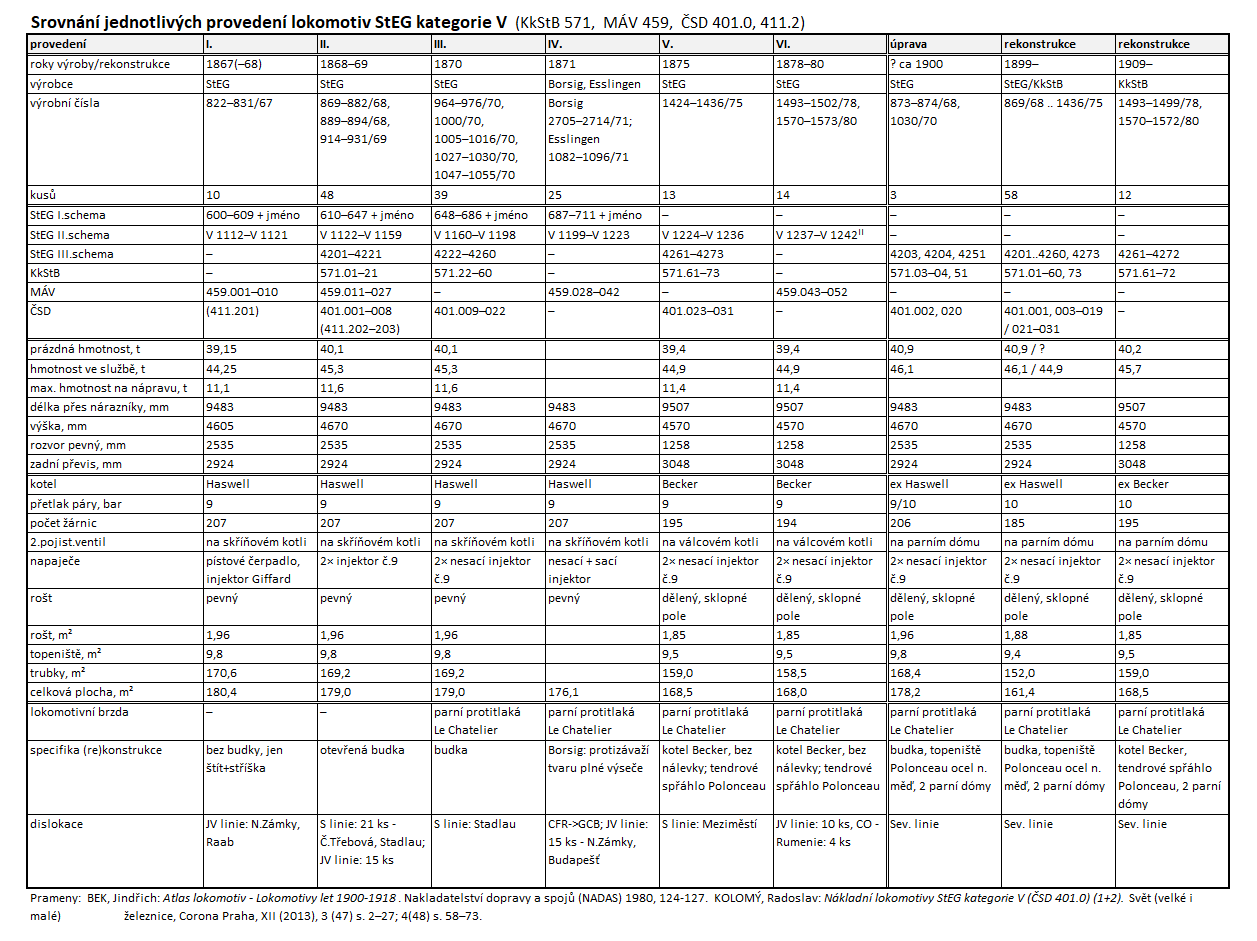
Srovnání parametrů jednotlivých provedení lokomotiv StEG kategorie V z výroby a rekonstruovaných

Lokomotivy starších provedení se při hlavních opravách modernizovaly po vzoru provedení posledních vyrobených, zejména se doplňovala a upravovala armatura, dosadil se druhý nesací injektor a řádná budka obsluhy. Mosazné žárnice byly po roce 1880 nahrazovány ocelovými. Několik strojů dostalo pulsometr k čerpání vody z povrchových zdrojů.
Dvě lokomotivy kategorie V byly před rokem 1892 na zkoušku dočasně přestavěny na sdružené, s průměry válců 470 a 665 mm. Při tom u nich byl kotlový tlak zvýšen na 10 bar a hmotnost stoupla o 1,3 t.
Na třech lokomotivách se od roku 1878 s úspěchem vyzkoušelo nové topeniště podle návrhu ing. Polonceaua. Sériové rekonstrukce kotlů lokomotiv ze severní linie se starším provedením výztuže podle Haswella byly zahájeny od roku 1899 a kromě topeniště z oceli nebo mědi zahrnovaly i dosazení dvojice parojemů propojených trubkou a přemístění pojistných ventilů na zadní z nich. U kotlů Becker se pouze dosazoval druhý parojem s komunikační rourou. Zvýšil se kotlový tlak na 10 bar a výkon.
Už u rakouských státních drah byl okolo roku 1911 na stroje dosazován baňatý komín k omezení úletu jisker.
Uherské stroje v provozu nebyly významněji upravovány; byla jim povolena nejvyšší rychlost 40 km/h.
U ČSD byla část lokomotiv dovybavena jednoduchou sací brzdou pro stroj a pískování se kvůli využití pro posun přemisťovalo mezi druhé a hnací dvojkolí, aby bylo účinné pro oboustrannou jízdu. Deaktivoval se regulační klapkový aparát v dýmnici.

## Provoz

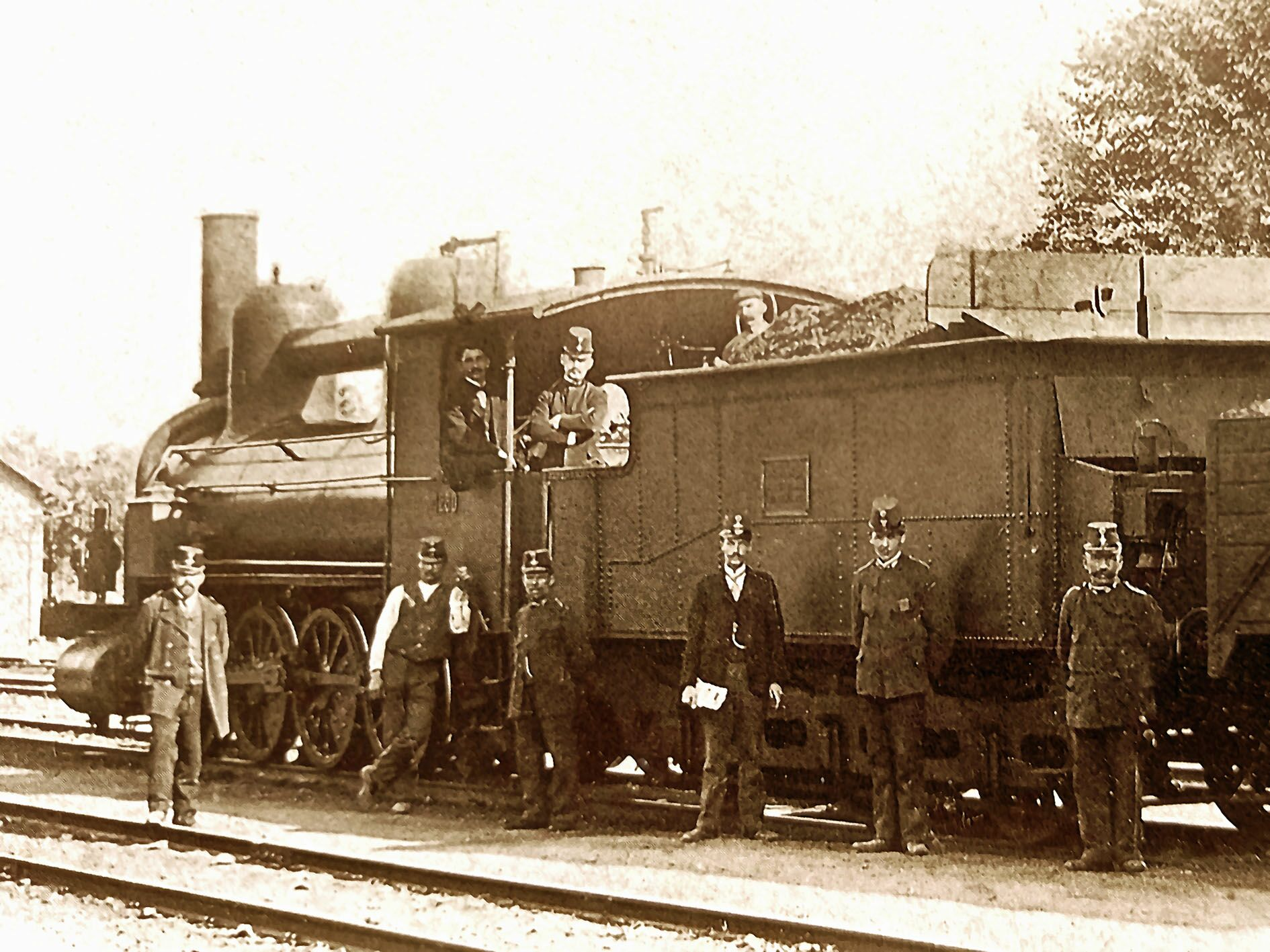
Lokomotiva V 4260 StEG, výr.č. 1055/1870 (původně č. 686 „BISTERZ“ [Bystrc]), už rekonstruovaná s dvoudómovým kotlem

Lokomotivy byly po dodání nejsilnějšími stroji StEG. Dokázaly odvézt soupravu o hmotnosti 400 t do stoupání 10 ‰ rychlostí 15 km/h, a zátěž 136 t do stoupání 25 ‰ ještě rychlostí 18 km/h. Díky nápravovému tlaku pod 12 t a minimálnímu poloměru projížděného oblouku 100 m měly přechodnost po celé síti. Spotřeba (černého) uhlí vycházela na 49 kg na 1000 tunokilometrů.[zdroj?]
Stroje byly nasazovány na dopravu těžkých nákladních vlaků po svažitých úsecích tratí, na těžký posun i stavební vlaky, a dobře se osvědčovaly.
Přidělovány byly do výtopen společnosti Nové Zámky (pro Povážskou dráhu), Budapešť, České Třebová (pro trati Praha–Brno a do Olomouce), Stadlau u Vídně (vlaky do Marcheggu a do Brna) a později do Meziměstí (pro trať z Chocně) a Veselí n.M. (vlárská dráha). Na počátku 1. světové války byla značná část lokomotiv býv. severní linie StEG stažena do Brna.
Všech 10 lokomotiv z dodávky fy Borsig z roku 1871 (č. 687–696 StEG) bylo roku 1877 odprodáno na ruskou vojenskou dráhu Bendery-Galac v Moldávii. V roce 1880 je získaly státní CFR, které je obratem přeprodaly Belgické centrální železnici (Grand Central Belge, GCB). V Belgii byly s novými čísly 180–189 nasazeny na nákladní vlaky Antverpy - Lier - Herentals - Hamont - Roermond - Dalheim – Mönchengladbach; vyřazeny byly do roku 1914.
Lokomotivy V 1243ᴵ až 1246ᴵ vyrobené r.1878 byly dva roky nato prodány na dráhu Ruse-Varna, provozovanou společností Východních drah (Chemins de fer Orientaux, CO) v někdejší osmanské východní Rumélii. Roku 1888 byla trať včetně vozby převedena na Bulharské státní dráhy BDŽ/БДЖ. Lokomotivy tu byly s čísly 243–246 provozovány do roku 1914.
S postátněním uherské části tratí StEG (ÁVT) přešlo roku 1891 k MÁV i všech 52 tam se nacházejících strojů; tratě Společnosti v předlitavské části monarchie byly zestátněny spolu se 73 lokomotivami býv. kategorie V v roce 1909.

## Provoz po roce 1918
Po rozpadu Rakousko-Uherska v roce 1918 následovalo další přerozdělování.
- Z rakouských lokomotiv u BBÖ nakonec zůstalo 40 lokomotiv, převážně ve výtopně Stadlau. Většina jich byla zrušena v letech 1928-36, tři ale ještě po anšlusu ještě převzala DRB (a přeznačila na řadu 55⁷⁷). Poslední z nich dojezdila na vlečce huti v Křemži jako poslední své řady až roku 1957.[11]
- ČSD připadlo 32 strojů, z nich 31 bylo po roce 1924 přeznačeno na řadu 401.0 a jejich tendry jako 309.4. Vypravovány byly zprvu z Brna a České Třebové, později byly některé předány i do severních Čech na přetahy uhelných souprav a obsluhu důlních vleček. Z traťové služby byly po roce 1928 vzhledem k dodávkám modernějších lokomotiv a zavádění tlakové brzdy přesouvány do posunu a začalo i rušení. Poslední lokomotivy z řady posunovaly na Smíchově do roku 1952.[12]
- Jeden stroj byl po roce 1918 předán PKP. Druhý stroj původem z Maďarska byl říšskými drahami do Polska zavlečen na konci 2. světové války.

Uherské stroje byly rozděleny mezi CFR, SHS, a ČSD. 13 jich zůstalo v Maďarsku, když 12 lokomotiv už předtím stihly MÁV zrušit.
- Dvacet rumunských lokomotiv bylo dislokováno v depech Piski, Târgu Mureș, Brašov a Madéfalva (Csíkcsicsó). Vozily nákladní vlaky na tratích Piski-Petrozsény, Madéfalva-Ghimesbükk, Târgu-Mureș-Madéfalva a Brașov-Predeál až do jejich sešrotování v letech 1928–1930.
- Srbochorvatské SHS převzaly tři lokomotivy, zrušeny byly ještě před jejich začleněním do JŽ.
- V Maďarsku nebylo pro již zastaralé a nepočetné lokomotivy adekvátní uplatnění, většina tak byla zrušena mezi roky 1923-28. Čtyři stroje ještě přežily 2. světovou válku, z nich dva na posunu v obsazeném jižním Slovensku. Přechodně se tak dostaly k ČSD, stroj 459.006 dokonce opakovaně. Po vrácení k MÁV byly zrušeny do roku 1954.[10]
- ČSD po roce 1919 získaly 4 stroje provozované na Slovensku v Nových Zámcích. Vzhledem k vyšší povolené rychlosti pro ně byla vyhrazena řada 411.2 (první obsazení), formálně přeznačeny byly tři lokomotivy. Zrušeny nebo vráceny do Maďarska byly do roku 1925, případně byly využity na náhradní díly pro české lokomotivy 401.0. Stroj ex MÁV 459.002 (ČSD 411.201) byl prodán do cukrovaru v Uh.Ostrohu.[13]